# Black & White
Black & White je bila slovenska pop skupina, ki je delovala v 80. letih 20. stoletja.
Glavni del skupine sta sestavljala Tomaž Kozlevčar in Eva Kozlevčar, skupina pa je najbolj znana po svojem sodelovanju pri obeh delih filma Poletje v školjki. Nekatere njihove pesmi, ki so jih uporabili pri filmu so kasneje postale velike uspešnice (Prisluhni školjki, Dlan išče dlan, Glavo pokonci ...). Skupina je posnela tudi glasbo za film Poletje v školjki 3, ki pa ni bil nikoli posnet.
Skupina je sodelovala tudi na raznih festivalih po Jugoslaviji, kot je na primer Opatijski festival.
Leta 1987 so se udeležili Pop delavnice s skladbo Orkester.

## Člani
1985
- Agim Brizani − bobni
- Tomaž Kozlevčar − klaviature, vokal
- Iztok Černe − kitara, vokal
- Imer Brizani − bas, vokal